# درهم‌شکستن قرن بیست و یکم
درهم‌شکستن قرن بیست و یکم (به انگلیسی: 21st Century Breakdown) هشتمین آلبوم استودیویی از گروه موسیقی راک اهل ایالات متحده آمریکا گرین دی است. این آلبوم در ۱۵ مه ۲۰۰۹ از طریق رپریز رکوردز منتشر شد. آلبوم یک اپرای راک است که دقیقاً شبیه آلبوم قبلی آنها احمق آمریکایی (۲۰۰۴) است.